# Vert-Saint-Denis
Vert-Saint-Denis è un comune francese di 7 054 abitanti situato nel dipartimento di Senna e Marna nella regione dell'Île-de-France.

## Società

### Evoluzione demografica
Abitanti censiti